# Marcin Nieborowski
Marcin Nieborowski herbu Prawdzic (ur. ok. 1595, zm. po 1674) – urzędnik ziemski, 1668–1674 starosta zwoleński.
Jako chłopiec został oddany na dwór Zygmunta III Wazy. Był towarzyszem zabaw królewicza Władysława. W 1611 powołano go na pisarza ziemskiego sochaczewskiego. Od 1622 podczaszy gostyński, od 1648 podkomorzy sochaczewski. W 1668 Jan II Kazimierz mianował go starostą zwoleńskim.
Wielokrotnie posłował do sejmów. Reprezentował ziemię sochaczewską na sejmie konwokacyjnym w 1648, na którym przystąpił do konfederacji generalnej (31 lipca 1648). W następnym roku uczestniczył w sejmie koronacyjnym Jana Kazimierza. W trakcie jego obrad wetował projekty Władysława Dominika Zasławskiego-Ostrogskiego, nadające uprawnienia sądownicze regimentarzom. W kolejnych latach był wielokrotnie delegowany przez sejmik sochaczewski na sejmy walne (1646, 1650, 1655, 1658, 1661, 1664–1665, I i II 1666, 1667). Na sejmie 1646 roku król Władysław IV wyznaczył go do składu komisji inwentaryzacyjnej skarbu i archiwum grodzkiego w Sochaczewie, zaś w 1661 Jan Kazimierz do rewizji ksiąg w Rawie Mazowieckiej. Uczestniczył w sejmie konwokacyjnym w 1668, gdzie dołączył do konfederacji generalnej (5 listopada 1668), oraz w sejmie nadzwyczajnym w 1670. Był posłem-elektorem królów Michała (1669) i Jana III (1674), podpisując pacta conventa ostatniego z nich.
W 1636 objął w posiadanie wieś Nieborów. W 1662 nabył Kozłów Wojskowy, zaś część Małej Wsi sprzedał w 1659.
Ożeniony z Zofią Radoszewską, z którą miał synów: Jana, Kacpra Aleksandra, Marcina i Stanisława.